# Rundsiddegruppe
En rundsiddegruppe er en U-formet siddegruppe i en campingvogn eller autocamper. 

## Udformning
En rundsiddegruppe har ofte forskellig længde på de langsgående bænke og varieret dybde på den tværgående, der af og til er så smal, at den kun er egnet for børn. En rundsiddegruppe kan både være monteret i en af vognens ender eller langs en af vognens sider (kaldet sidevendt rundsiddegruppe).